# 2011 em Portugal
Eventos no ano de 2011 em Portugal.

## Incumbentes
- Presidente: Aníbal Cavaco Silva
- Primeiro-Ministro: José Sócrates

## Eventos
- 1 de janeiro - Portugal torna-se membro não-permanente do Conselho de Segurança das Nações Unidas.
- 23 de janeiro - Eleições presidenciais portuguesas de 2011.
- Fevereiro - Inauguração da segunda torre no Centro Comercial Colombo, a Torre Ocidente, em Benfica, Lisboa.

## Artes e entretenimento
Na música: Portugal no festival Eurovisão da Canção de 2011.

## Desporto
Competições de futebol: Primeira Liga, Liga de Honra, Taça da Liga, Taça de Portugal.
No hóquei em patins, Portugal foi o anfitrião da CIRH Mundial de sub-20.